# Josef Kostner
Josef Kostner (Ortisei, 11 agosto 1933 – Ortisei, 10 luglio 2017) è stato uno scultore, disegnatore e poeta italiano.

## Biografia
Dal 1960 al 1980 è stato insegnante di scultura presso le scuole d'arte di Selva di Val Gardena e di Ortisei. Una caratteristica di molte sue opere è la gettata in cemento.
Negli anni '50 partecipò al gruppo Ruscel che intendeva favorire la modernizzazione della scultura tradizionale della Val Gardena.
È stato un ricercatore della toponomastica ladina della Val Gardena da cui è scaturita la pubblicazione di quattro carte topografiche con i toponimi in lingua ladina di gran parte della Val Gardena.
“Ho camminato per giornate intere su alpeggi e malghe per interrogare gli uomini pastori. E mi ha sempre addolorato dover constatare come i valori più preziosi, la terra natia e la nostra antica cultura, siano distrutti e sacrificati all’avidità di denaro.” Josef Kostner
"La scultura e la grafica di Kostner sono il frutto di una visione sapienzale del mondo e della vita. Frutto di un’attenzione sottile ed ironica che prende atto della scabrosità dell’esistenza e della vita di tutti i giorni. Non ne prende paura e non allontana la quotidianità con le sue ansie, le sue attese, i suoi dolori e le sue gioie.  Tutto accoglie con la saggenza del tempo e della memoria che nulla cancella e tutto attutisce" Francesco Butturini
"Josef Kostner, artista gardenese controcorrente, che ha vissuto l'arte come stile di vita, senza compromessi. Un artista a tutto tondo, che non ha avuto vita facile, perché ha sempre cercato una sua espressività originale, al di là dei canoni estetici tradizionali e del facile guadagno". Sandra Mattei
Era un radicale il poeta gardenese. Amava i luoghi di montagna e amando faceva ciò che voleva. Non era ben visto dai perbenisti, dagli economisti, dagli albergatori. Ma ha vissuto una vita vera. Le sue sculture sono forme vive, che all’interno custodiscono la vita. Dialogava con le persone attraverso le sue poesie, gli scritti, le opere d’arte. Sapeva bene che la vita vera è verità, che non può non essere dialogante, ascoltante e rispondente con la bellezza. Sì, era un radicale, cioè andava alla radix, alla radice delle cose. Scrivendo e scolpendo non s’immergeva solo dentro l’arte, ma si calava senza timori nell’umanità. Perché sapeva bene che l’uomo non è assoluto, bensì in comunione, in continua relazione. Il maestro, attraverso l’arte, esprimeva il suo stato d’animo. E se quelle gettate di cemento non gli piacevano le distruggeva, ricominciando daccapo. Sempre tormentato dal suo continuo dubitare della validità del suo creare, andava avanti imperterrito. Non si fermava davanti alla costante ricerca del giusto, perché il giusto è sempre in evoluzione, mai statico. Quindi era necessario per lui non smettere di cercare. Ha lasciato decine e decine di opere, a venderle non era interessato.
Per Josef Kostner era fondamentale evitare scorciatoie e tenere sempre bene a mente la strada scelta, l’obiettivo da raggiungere, sposare pienamente la causa, difendere la lingua ladina, essere ribelle. Sapeva bene l’illuminato che l’amore iper-celebrato tra gli uomini non è tutto. Ci vuole l’amore per la Terra-Patria. Che è quell’amore che ci fa guardare oltre, guardare dentro, volare alti e guardare al cuore in profondità, cogliendo l’essenza di ogni cosa che ci circonda. Josef Kostner aveva fatto pulizia dentro di sé dando spazio all’amore, tentando così di coinvolgere anche chi non credeva nelle sue idee. Dalle sue sculture emerge tutta la forza di volontà nel volere buttare fuori il brutto per accogliere il bello. Conserverò sempre in me il viso dolce di quell’uomo, così deciso nelle azioni, che attraverso il suo modo di comunicare mi ha insegnato, e anche educato.

## Principali mostre personali
- 1960 Galleria Ruscel, Ortisei

- 1965 Galleria Goethe, Bolzano

- 1965 Galleria Selene, Cortina d`Ampezzo

- 1968 Galleria Domenicani, Bolzano

- 1968 Galleria Ruscel, Ortisei

- 1974 Mostra d`Ert, Ortisei

- 1981 Galleria Willi, Vilpian

- 1983 Galleria Domenicani, Bolzano

- 1994 Galleria Prisma, Bolzano

- 1994 Istituto Culturale Micurà de Rü, S. Martino Badia

- 1995 Galleria Ghelfi, Verona

- 1996 Albergo Tirol, Val di Funes

- 1999 Museo Statale, Chiusa

- 2000 Galleria Prisma, Bolzano

- 2000 Tiroler Kunstpavillion, Innsbruck

- 2000 Galleria am Gries, Lana

- 2001 Galleria Volksbank, Merano

- 2002 Kaiserliche Hofburg, Innsbruck
- 2002 Galerie im Kies, Altach – Feldkirch
- 2005 Museo Gipsoteca Canova, Possagno (Ala Nuova e Parco)
- 2008 Atelier im Kärrnerwaldele, Landeck

- 2009 Digart, Ortisei
- 2010 Circolo Artistico, Ortisei

- 2010 Galeria Prisma, Bolzano “Lebenswege”

- 2010 Mostra scultorea Pasqua a Campo di Brenzone sul Garda

- 2010 Galeria Ghelfi, Veron

- 2010 Presentazione della monografia Digart, Ortisei

- 2011 Labyrinthgarten Kränzelhof, Tscherms “Moti dell’anima”

- 2011 Ragenhaus, Bruneck “Köpfe und sture Köpfe”

- 2011 Natale a Campo di Brenzone sul Garda

- 2012 Galerie Maier Innsbruck “Primitivismus und Moderne”

- 2012 Galerie Maier Innsbruck  „Josef Kostner Skulpturen“

- 2012 Galerie Pizzinini S. Kassian “L’ëila, cuer y ana”

- 2012 Kunst Merano zona pedonale Merano Homage an Josef Kostner

- 2012 Natale a Campo di Brenzone sul Garda

- 2013 Zona pedonale Ortisei Val Gardena 80º compleanno

- 2013 Galerie Maier Innsbruck per l'80º compleanno

- 2015 Galleria Spazio 6 Verona

- 2016 Hotel La Perla Corvara Badia

- 2018 Südtiroler Künstlerbund Retrospektive

- 2018 Circolo culturale Ortisei Josef Kostner “Peccati”

- 2018 Albergo Posta Marcucci Bagno Vignoni Toscana
- "Oltre ogni soglia" Isera/Rovereto a cura di Mario Cossali e Remo Forchini

## Poesie
Paura

Educati a ubbidire e tacere

a lavorare e farsi ingannare

a farsi comandare e cacciare.

Abituati che tutto quello che 

facciamo e diciamo,

è stupido e da ignorante,

fallito e peccato.

Sempre la paura di

prendere le botte o gli 

schiaffi alle orecchie,

da maledizione e castigo

da esclusione e prigione

dal purgatorio e inferno

da insegnanti e politici

dai grandi signori.

C’è da meravigliarsi 

che abbiamo ancora il

coraggio di vivere.

Momenti

Ci sono momenti che non só 

se sono io 

quel io, pieno di voglia e speranza

pieno d’amore e gioie

quel io, che era completamente diverso

da quel io che sono adesso

quel io, che non crede più in tutto,

adesso mi sembra che sono un altro io

eppure sono lo stesso 

guardo alle mie mani e vedo 

che sono l’io di allora,

mi riconosco al taglio

vicino al pollice

al dito tagliato

altrimenti non mi riconosco più.

## Pubblicazioni
- (Josef Kostner): Pianta Toponomastica di Resciesa. Calënder de Gherdëina 1960, Union di Ladins, Ortisei 1959, p. 111.
- Josef Kostner, Gilo Prugger: Pianta Toponomastica di Cuecenes e Ncisles. Calënder de Gherdëina 1967, Union di Ladins, Ortisei 1966, p. 93.
- Josef Kostner, Gilo Prugger: Pianta Toponomastica Passo gardena e vicinanze. Calënder de Gherdëina 1970, Union di Ladins, Ortisei 1969, p. 92.
- Josef Kostner, Gregor Prugger: Pianta Toponomastica di Ciandevaves e Ciampinoi. Calënder de Gherdëina 1974, Union di Ladins, St. Ulrich 1973, p. 124-125.
- Cun Lizënza. Istitut Ladin Micurà de Rü, San Martin de Tor 2007. ISBN 978-88-8171-070-6 (poesie).
- Zacan cuntovi. Istitut Ladin Micurà de Rü, San Martin de Tor 2010. ISBN 9788881710881 (racconti).